# 투언박현
투언박현(베트남어: Huyện Thuận Bắc / 縣順北)은 베트남 남중부 지방 닌투언성의 현이다.

## 행정 구역
투언박현은 1시진, 8사를 관할하고 있다.

### 사
- 박퐁 사 (Xã Bắc Phong, 北豊社)
- 박선 사 (Xã Bắc Sơn, 北山社)
- 꽁하이 사 (Xã Công Hải, 公海社)
- 러이하이 사 (Xã Lợi Hải, 利海社)
- 프억 사 (Xã Phước Chiến, 福戰社)
- 프억 사 (Xã Phước Kháng, 福抗社)